# Формулы Грина — Кубо
Формулы Грина — Кубо или соотношения Грина — Кубо связывают кинетические коэффициенты (коэффициенты переноса) линейных диссипативных процессов с временны́ми корреляционными функциями соответствующих потоков.
Названы по именам Мелвилла Грина, установившем их в 1952—1954 годах на основе теории марковских процессов, и Риого Кубо, установившем их в 1957 году с помощью теории реакции статистической системы на внешние возмущения.
Иногда формулы Грина — Кубо называют формулами Кубо. При этом существуют отдельные формулы Кубо, являющиеся частным случаем формул Грина — Кубо.
Формулы Грина — Кубо применимы к газам, жидкостям и твёрдым телам как для классически, так и для квантовых систем. Они являются одним из наиболее важных результатов статистической теории необратимых процессов. 

## Коэффициент самодиффузии
Коэффициент самодиффузии {\displaystyle D} выражается через интеграл корреляционной функции проекции скорости (импульса) частицы:
{\displaystyle D=\lim _{\varepsilon \to +0}m_{1}^{-2}\int \limits _{0}^{\infty }e^{-\varepsilon \tau }\langle p_{1}^{x}(0)p_{1}^{x}(\tau )\rangle \,\mathrm {d} \tau ,}
где {\displaystyle p_{i}} — импульс частицы (номер 1), верхний индекс {\displaystyle x} означает {\displaystyle x}-компоненту вектора, {\displaystyle \tau } — время. Угловые скобки означают усреднение по равновесному распределению Гиббса. В классическом случае формула упрощается:
{\displaystyle D=\int \limits _{0}^{\infty }\langle v_{1}^{x}(0)v_{1}^{x}(\tau )\rangle \,\mathrm {d} \tau .}

## Коэффициент теплопроводности
{\displaystyle \lambda =\lim _{\varepsilon \to +0}\lim _{V\to \infty }{\frac {1}{V\,k_{B}T}}\int \limits _{0}^{\infty }e^{-\varepsilon \tau }\langle J_{Q}^{x}(0)J_{Q}^{x}(\tau )\rangle \,\mathrm {d} \tau ,}
где {\displaystyle \lambda } — коэффициент теплопроводности, {\displaystyle V} — объём, {\displaystyle T} — температура, {\displaystyle k_{B}} — постоянная Больцмана, {\displaystyle J_{Q}^{x}} — {\displaystyle x}-компонента потока тепла.

## Коэффициент сдвиговой вязкости
{\displaystyle \eta =\lim _{\varepsilon \to +0}\lim _{V\to \infty }{\frac {1}{V\,k_{B}T}}\int \limits _{0}^{\infty }e^{-\varepsilon \tau }\langle \pi ^{xy}(0)\pi ^{xy}(\tau )\rangle \,\mathrm {d} \tau ,}
где {\displaystyle \eta } — коэффициент сдвиговой вязкости, {\displaystyle \pi ^{xy}} — компоненты тензора потока полного импульса.

## Коэффициент объёмной вязкости
{\displaystyle \zeta =\lim _{\varepsilon \to +0}\lim _{V\to \infty }{\frac {1}{V\,k_{B}T}}\int \limits _{0}^{\infty }e^{-\varepsilon \tau }\langle (1-{\mathcal {P}})\pi ^{xx}(0)\pi ^{xx}(\tau )\rangle \,\mathrm {d} \tau ,}
где {\displaystyle \zeta } — коэффициент объёмной вязкости, оператор
{\displaystyle {\mathcal {P}}\pi ^{xx}=\langle \pi ^{xx}\rangle +{\big (}H-\langle H\rangle {\big )}{\frac {\partial \langle \pi ^{xx}\rangle }{\partial \langle H\rangle }}+{\big (}N-\langle N\rangle {\big )}{\frac {\partial \langle \pi ^{xx}\rangle }{\partial \langle N\rangle }},}
{\displaystyle H} — гамильтониан системы, {\displaystyle N} — полное число частиц.